# Boot Boys
Les Boot Boys était une organisation néo-nazie d' extrême droite norvégienne, fondée au milieu des années 1990 et active jusqu'aux années 2000.

## Historique
Originaire de Bøler, une banlieue d'Oslo, l'organisation avait des liens avec des individus à Bergen et Kristiansand. Composé d'une cinquantaine de membres, il était considéré comme l'un des groupes néonazis les plus violents de Norvège. Le groupe était connu pour ses attitudes racistes et xénophobes. Lorsque l'environnement néo-nazi à Bøler était à son apogée à l'automne 2000, il se composait de 10 à 12 jeunes hommes en uniforme qui contrôlaient une petite zone de la communauté. Ils marchaient dans les rues, peignaient des croix gammées sur les murs de l'école, buvaient de la bière derrière le centre commercial et occupaient le lac Nøklevann le soir. Daniel de Linde était l'un des principaux membres du groupe. Les autres membres comprenaient Joe Erling Jahr et Ole Nicolai Kvisler, qui a été reconnu coupable du meurtre de Benjamin Hermansen le 26 janvier 2001,.